# Cryptanura lucida
Cryptanura lucida là một loài tò vò trong họ Ichneumonidae.